# ياريد بايه
ياريد بايه بيلاي (من مواليد 22 يناير 1995) هو لاعب كرة قدم إثيوبي يلعب في مركز قلب الدفاع لنادي فاسيل كينيما والمنتخب الإثيوبي.